# Ултразвуков импулс с ниска интензивност
Ултразвуковият импулс с ниска интензивност (Low-intensity pulsed ultrasound (LIPUS)) се използва главно в медицината. Неговата дейност, предизвикваща възстановяване на костна тъкан при човека, е открито преди половин век. Учени са докладвали, че има доста характерни свойства да регенерира костната система, като по този начин осъществява процес, наречен остеогенеза. Други опити показват, че има лечебен ефект върху човешкото тяло по отношение на хрущялите. Най-характерното е, че възстановява костната плътност, а дори и може да предпази стари хора от остеопороза, смятат учените. Благодарение на тази новаторска технология милиони хора могат да бъдат излекувани от мутации в човешкия скелет, а също така и на счупвания. Специалистите добавят, че този звук ускорява като цяло възстановителните функции на организма. Все още не е установено какво влияние оказва върху меките тъкани. LIPUS се смята за едно от чудесата на костното изцеление.

## В зъболечението
Изследователи от университета в Албърта са използвали този звук за лек масаж на зъби и постигат успех. Първоначално е изпробван върху зайци. Към юни 2006 г., устройството е лицензирано от Агенция за контрол на храните и лекарствата (FDA) на Канада за използване от зъболекари. По-малко устройство, което се помества в скоби, също е разработено и готово. Учените добавят, че за да се възстанови напълно зъбът, е необходимо коренът му да си е на мястото и да се масажира за около 20 мин. всеки ден в продължение на 4 месеца.

## В растежа на човека
Учените, които са пригодили устройство, излъчващо такъв звук за лечение на зъби, смятат, че ако бъде включено за доста дълъг период от време, би въздействало върху развитието на скелета и той да започне да расте на височина. Все още обаче не са предвидени известни рискове от такъв тип продължително облъчване. Това позволява да се подпомага растежът главно при хора с нисък ръст или просто изоставане в растежа в детска възраст. Такъв тип устройство може да се окаже достоен съдружник на хормона на растежа – соматотропин. Макар всичко да е на етап тестове, според учените такъв тип въздействие ще накара човек да продължи да расте на височина минимум с 20 cm. Процесът е сходен с този на акцелерация, добавят специалистите. Ефектът от акцелерацията оказа огромно въздействие на днешно общество. За сравнение днешните хора са леко по-високи от тези преди половин век. Ултразвуковият импулс с ниска интензивност може да засили този процес многократно.

## Погледни също
- Ултразвук
- Звук
- Зъб
- Зъбен емайл
- Съединителна тъкан